# Sanglærke
Sanglærken (Alauda arvensis) er en spurvefugl på cirka 18 centimeter, der forekommer spontant i Europa, Nordafrika og dele af Asien og desuden er introduceret til andre verdensdele. Lærken er en af Danmarks mest almindelige fugle, hvor den som oprindelig græssteppefugl har formået at tilpasse sig det åbne kulturlandskab.

## Beskrivelse
Sanglærken er på oversiden brunt stribet med lyse fjerkanter. Halsen og brystet er gråbrune med tætte mørkebrune pletter, der fortsætter langs bugens sider. Resten af undersiden er gråhvid. Hannen rejser ofte issefjerene til en lille top, der dog ikke er så lang og spids som hos toplærken.
Oversiden af svingfjerene er mørkebrune med lysebrune kanter og oversiden af vingen har en hvidlig bagkant, mens undersiden af vingen er gråhvid. Halen er trefarvet: de yderste fjer er i forskellig grad hvide, så følger nogle rent mørkebrune fjer, mens de midterste fjerpar har gråbrune bræmmer. Det gråbrune næb er svagt nedadbuet. Fødderne er lysebrune med en lang, lige bagklo.
Han og hun er ens. Dog er hannen lidt større end hunnen. Lærken måler omkring 18 centimeter i længden, har et vingefang på 30-36 centimeter og vejer 33-45 gram.
Vinterdragten har en kraftigere gullig farve end sommerdragten, mens de unge fugle på oversiden er rustbrune.

## Stemme
Sangen kendes fra de andre lærkearter på dens mange triller. Sangen foredrages hovedsageligt af hanner i sangflugt, som regel mindre end 100 meter over jorden. Sjældnere synges direkte fra jorden og i så fald i kortere tid. Sangen er lang og varieret, idet den oftest varer i flere minutter og består af en hurtig, uafbrudt række af afvekslende motiver, fine triller og kvidrende toner, hvor der indimellem indflettes imitationer af andre fugle. Hannen synger fra midten af januar til slutningen af november måned, dog sjældnere i august/september, hvor fuglen fælder. Den synger fra morgen til aften (og nat ), men mest vedvarende om morgenen. Der er registreret hanner, som kunne synge uafbrudt i over en time. Hunnen synger også, dog svagere og fra jorden. Flugtkaldet varierer kan f.eks. være et ”tchriup” eller ”trruvi”.

## Udbredelse
Sanglærken findes over næsten hele Palæarktis. Den er formentligt oprindeligt tilknyttet græsstepper i det sydøstlige Europa og Asien, men har siden bredt sig spontant sammen med agerbrugskulturen. Udbredelsesområdet rækker fra Irland og Portugal i vest til Kamtjatka og Japan i øst. I nord-sydlig retning rækker arealet fra nordspidsen af Norge til Nordafrika, Italiens sydspids (inklusiv Sicilien) og det nordlige Grækenland; længere mod øst dækker området fra cirka 69 °N til det sydøstlige Tyrkiet, med isolerede forekomster indtil Centralasiens bjerge, Tian Shan, Mongoliet og Nordkorea.[kilde mangler]
De de største tætheder findes i Jylland, i det vestlige og sydlige Sjælland samt på Bornholm, der dog endnu ikke er markeret på kortet over sanglærkens udbredelse..

### Introducerede bestande
Arten er introduceret til blandt andet New Zealand, det sydøstlige Australien (med Tasmanien), Canada og USA (Hawaii).

### Sanglærken i Danmark
Sanglærkens sang bemærkes allerede i det tidligste forår. Som en prik højt på himlen synger lærken energisk allerede fra de første forårsdage. Er vinteren mild synger lærken foråret i møde allerede i februar. Selve fuglen er beskeden grå og brun i farven, men lærkens sang gør den skattet som en af de mest afholdte fugle i Danmark. Den er mere almindelige på uopdyrkede enge og strandenge end på veldyrket agerland.
I Danmark er sanglærken karakterfugl i det åbne opdyrkede landskab. Den kan desuden yngle på åbne heder, strandfælleder og sparsomt bevoksede klitter. Den forekommer i hele landet, også på mindre øer. Bestanden er dog mere end halveret i de tre årtier, der er gået siden 1976. Siden dette år er arten blevet fulgt nøje af Dansk Ornitologisk Forening. Årsagen menes at være den ændrede landbrugsdrift, der har fjernet en del af sanglærkens fødegrundlag på grund af blandt andet øget brug af pesticider.
Sanglærken er Danmarks 3. mest almindelige fugl, og i 2011 blev antallet af ynglende par anslået til ca. 700.000.

## Adfærd
Sanglærken løber i duknakket stilling, flyver i bløde buer, virker i flugten rund og bred fortil og svirrer ofte før nedslag.
Forårstrækket finder sted fra december-januar til ind i maj, og enkelte individer kan i denne periode flyve mange gange frem og tilbage afhængigt af vejrforholdene. Efterårstrækket er fra september til november.
Sanglærken er en vejrfugl, der først trækker bort, når vejret er dårligt. Vinterkvarteret er Vest- og Sydvesteuropa. En del af bestanden er standfugle. Der er desuden et stort gennemtræk af fugle fra den skandinaviske halvø og Finland, især i marts og oktober.

### Føde
Føden består både af animalske og vegetabilske bestanddele. Om sommeren ædes især insekter, men også andre hvirvelløse dyr som spindlere, små snegle og regnorme. Om vinteren ernærer sanglærken sig overvejende vegetabilsk af frø og grønne blade.

### Ynglebiologi
Sanglærken bygger sin rede af græs på jorden, skjult i lav vegetation på marker og enge og oftest så langt væk fra buske og træer som muligt, fordi disse bruges som udkigsposter af rovfugle og kragefugle. På de dyrkede marker anbringes reden ofte i markskel, vejgrøfter og lignende uforstyrrede steder. De 4-6 æg er godt kamuflerede.
I Danmark er fire æg det mest normale i første kuld, mens det er fem æg i andet kuld. Æggene har en hvidgrå til grågrøn bundfarve og er dækket af brune pletter. Hunnen ruger æggene alene i 11 dage. Æggene lægges midt i april, og ungerne forlader reden allerede efter 9-10 dage, men evner typisk først at flyve en uge senere. Ungerne forlader reden efter cirka 8 dage, endnu inden de kan flyve. De fodres stadig uden for reden, indtil de er omkring en måned gamle. Sanglærken har sædvanligvis to kuld om året.  Sanglærken er hurtig til at begynde forfra, hvis dens æg eller unger tages af fjender som krage, skade, rørhøg, tårnfalk, ræv, lækat eller huskat.

## Kultur

### Status i Danmark
Undervisningsministeriet udnævnte sanglærken til nationalfugl i 1960, men Danmarks Radio kårede i 1984 ved en seerafstemning knopsvanen.

### Sanglærken i tekst og musik
Lærken (og her vil det næsten altid være sanglærken der henvises til, hvis der ikke bruges et mere artsbestemt udtryk) er blevet hyldet eller behandlet såvel litterært som musikalsk nogle gange meget direkte, andre gange ved at bruge sanglærkens karakteristika som et synonym for noget andet.
I Shakespeares skuespil nævnes lærken ved flere lejligheder.

Også andre britiske forfattere og digtere har behandlet sanglærken med deres pen, som f.eks. digtet "To a Skylark" af Shelley (1820) og George Merediths digt "The Lark Ascending" (1881) .

I Goethes Faust optræder sanglærken også en enkelt gang.
I Henrik Ibsens skuespil Et dukkehjem (uropført på Det Kongelige Teater i 1879) omtaler den mandlige hovedfigur Thorvald Helmer sin kone Nora som sin 'lille lærkefugl' eller sin 'lille sanglærke'.
Vaughan Williams har lavet et kendt orkesterstykke om sanglærken The Lark Ascending (inspireret af førnævnte Merediths digt med samme titel). Oprindeligt var det et stykke for violin og piano (1914), men i 1920 orkestrerede han selv værket, og det er i denne form, det fremdeles er bedst kendt.
Adskillige danske forfattere har skrevet om lærken. Især er den kendt fra Harald Bergstedts sang fra 1921 "Jeg ved en lærkerede" med melodi af Carl Nielsen fra 1924. Sangen stod i flere årtier som den første sang i skolesangbogen Min egen sangbog af Ejnar Jacobsen m.fl. (udgivet 1937-1973).
Blicher har skrevet flere digte specifikt om lærken. I digtcyklen Trækfuglene (udgivet i 1838) er der blandt andet et digt specifikt om sanglærken (det blev allerede udsendt i august 1827 sammen med digtet om "Irisken"), men flere andre digte om lærken, eller passager i Blichers litteratur, hvor lærken nævnes, blev det til.
Endvidere kendes lærken fra Mads Nielsens befrielsessang "En lærke letted og tusind fulgte" fra 1945 med musik af Mathias Christensen.

## Galleri
- En sanglærke set forfra
- Lærkerede med æg
- Lærkeunger udklækkes
- En cirka 10 dage gammel lærkeunge
- Illustration fra forlaget Pearson Scott Foresman
- Illustration af John Gerrard Keulemans (1869)
- Illustration af John Gerrard Keulemans (mellem 1885 og 1897) fra bogen Coloured figures of the birds of the British Islands
- Illustration af Richard Bowdler Sharpe (1896) fra bogen A hand-book to the birds of Great Britain
- Illustration af H. E. Dresser (mellem 1871 og 1881) fra bogen A history of the birds of Europe, including all the species inhabiting the western palaearctic region